# Louil Hills
De Louil Hills zijn een klein heuvelgebied in de Canadese provincie Newfoundland en Labrador. De heuvels bevinden zich in het Nationaal Park Terra Nova, aan de oostkust van het eiland Newfoundland.

## Geografie
De heuvels liggen in het uiterste noorden van het nationaal park. De hoogste (Louil Hill) reikt tot ruim 140 m boven zeeniveau. Direct ten zuiden van het handvol heuvels ligt Maladie Head, hetgeen het hoogste punt in de onmiddellijke omgeving is.
De Louil Hills liggen vlak bij de eastern access van provinciale route 310, op twee tot drie kilometer ten zuidoosten van het dorp Traytown.

## Toerisme
Bezoekers van het Nationaal Park Terra Nova kunnen door het heuvelgebied wandelen of mountainbiken via onder meer de Louil Hill Trail, een 3,7 km lange wandellus. Deze gaat door het dichtbegroeide woud bestaande uit balsemzilversparren en zwarte sparren en tot op de top van de kale en rotsachtige Louil Hill, van waar er een uitzicht is op de Alexander Bay.